# Charles Pasqua
Charles Pasqua (18 de abril de 1927 - 29 de junio de 2015) fue un empresario y político francés. Fue ministro Interior de Francia 1986 a 1988, durante el gobierno de cohabitación de Jacques Chirac, y también de 1993 a 1995, durante el gobierno de Édouard Balladur.

## Primeros años y fondo familiar
Pasqua Nació el 18 de abril de 1927 en Grasse, Alpes Marítimos. Su abuelo paterno era un pastor de Casevecchie, Córcega y podía hablar corso con fluidez.  A partir de 1987, su primo se desempeñó como alcalde de Casevecchie.
Durante la Segunda Guerra Mundial, Pasqua se unió a la Resistencia francesa a la edad de dieciséis años.
Pasqua recibió su Bachillerato, seguido por un grado en Derecho.

## Carrera empresarial
De 1952 a 1971, trabajó para Ricard, un productor de bebidas alcohólicas (especialmente pastis), comenzando como vendedor.
En 1971, fundó Euralim, también conocida como Europa-Alimentación, un importador de Americano, un cóctel hecho por la empresa italiana Gancia.

## Política
En 1947, ayudó a crear la sección del movimiento gaullista FPR Partido por los Alpes Marítimos. Con Jacques Foccart y Achille Peretti, fue el cofundador del Servicio de Acción Civíca (SAC) en 1959, para hacer frente a las acciones terroristas de la OEA durante la Guerra de Independencia de Argelia (1954-1962). El SAC se encargaría de las acciones clandestinas del movimiento gaullista y participó en la organización del 30 de mayo de 1968 de la contramanifestación gaullista.

De 1968 a 1973, fue diputado de la Asamblea Nacional francesa por el departamento de Hauts-de-Seine para el partido, del cual fue miembro principal de 1974 a 1976. Ayudó a Jacques Chirac a tomar el liderazgo del partido y participando en su transformación al Rassemblement pour la République (RPR). Asesor de Jacques Chirac al lado de Marie-Francia Garaud, estuvo a cargo de la organización de la campaña de Chirac en la elección presidencial de 1981, ganada por el candidato del Partido Socialista (PS), François Mitterrand (1981-1995). Fue el mentor de Jacques Chirac en política.
De 1981 a 1986, fue senador para el Hauts-de-Seine, entonces presidente del RPR grupo en el Senado. De 1986 a 1988 fue Ministro de Interior. En 1992, pidió el voto contra la ratificación del Maastricht Tratado. Fue ministro de Interior por segunda vez de 1993 a 1995, y apoyó la candidatura de Edouard Balladur en la 1995 elección presidencial. Habitualmente recordado por haber impulsado una serie de leyes antiinmigración (lois Pasqua), y por su declaración "aterrorizaremos a los terroristas."
Pasqua encabezó el RPF, un partido euroescéptico, en asociación con Philippe de Villiers. En la elección de 1999 la Eurocámara, su lista conseguida al frente del RPR lista. Sirva como el Presidente del Consejo General del Hauts-de-Seine de 1988 a 2004. En 2004,  esté fue elegido senador  por una universidad electoral.
En 2009, un informe de Senado de los EE. UU. lo acusó, junto con el parlamentario británico George Galloway, de recibir sobornos en el Programa Petróleo por Alimentos promovido por la ONU para fines humanitarios tras la guerra del Golfo Persico. Pasqua negó los cargos señalados de haber conocido a Saddam Hussein, nunca habia ido a Iraq y nunca cultivó cualesquier lazos políticos con aquel país. En un largo escrito de respuesta al informe del Senado, Charles Pasqua señala fuera de que los barriles de petroleo eran decomisados por una figura jurídica incorporada en un país europeo, tenga que ser relativamente fácil para los detectives descubrir los cerebros detrás del fraude en vez de hacer acusaciones basados en "sensacionalistas" artículos de prensa.

## Muerte y vida personales
Estuvo casado con Jeanne Joly, natutral de Quebec, Canadá. Tuvieron un hijo, Pierre-Philippe Pasqua, quien falleció en febrero 2015.
Murió de un ataque al corazón el 29 de junio de 2015 en el Hospital Foch en Suresnes, cerca de París.